# فرانك فيلد (سياسي أسترالي)
فرانك فيلد (بالإنجليزية: Frank Field)‏ هو سياسي أسترالي، ولد في 23 ديسمبر 1904 في أستراليا، وتوفي في 4 يونيو 1985 في أستراليا. حزبياً، نشط في حزب العمال الأسترالي. وقد انتخب عضو الجمعية التشريعية فيكتوريا.